# Prvenstvo Hrvatske u nogometu za žene 1972./73.
Prvenstvo SR Hrvatske u nogometu za žene je svoje srugo izdanje imalo u sezoni 1972./73. Prvak je bila ekipa Sava iz Zagreba. 

Od sezone 1974./75. je ustanovljeno savezno prvenstvo Jugoslavije za ženske klubove. 

## Poredak
1. Sava (Zagreb)
2. Merkur (Zagreb)
3. 8. mart (Split)
4. Unik (Zagreb)
5. Jugoplastika (Split)